# Sander Keller
Sander Keller (Amsterdam, 18 settembre 1979) è un ex calciatore olandese, di ruolo difensore.

## Palmarès

### Club

#### Competizioni nazionali
- Coppa dei Paesi Bassi: 1

Utrecht: 2003-2004
- Supercoppa dei Paesi Bassi: 1

Utrecht: 2004